# Monopharsus annulatus
Monopharsus annulatus är en insektsart som beskrevs av Alan C. Eyles och Carvalho 1995. Monopharsus annulatus ingår i släktet Monopharsus och familjen ängsskinnbaggar. Inga underarter finns listade i Catalogue of Life.